# Polsat SuperHit Festiwal 2023
Polsat SuperHit Festiwal 2023 – ósma edycja festiwalu Polsat SuperHit Festiwal. Festiwal odbył się w dniach 26–28 maja 2023 w Operze Leśnej w Sopocie i był transmitowany na żywo przez Polsat.
Polsat SuperHit Festiwal 2023 powstał we współpracy z Miastem Sopot oraz Bałtycką Agencją Artystyczną BART. Za współorganizację wydarzenia odpowiadał Albert-ART. Partnerem strategicznym Festiwalu był Związek Producentów Audio-Video (ZPAV).

## Dzień 1, 26 maja 2023
Pierwszego dnia festiwalu przeplatały się następujące koncerty:
- 75 lat Mazowsza,
- Koncert Platynowy z występami artystów, których albumy i single zostały w minionym roku certyfikowane platynowymi płytami,
- 10-lecie Dawida Kwiatkowskiego,
- Radiowy przebój roku, podczas którego zostały zaprezentowane przeboje radiowe ostatniego roku,
- 45 lat zespołu Bajm.

Pomiędzy występami odbywały się skecze Kabaretu K2. Wieczór poprowadzili: Doda, Marcelina Zawadzka, Maciej Dowbor i Maciej Rock.
| Wykonawcy                                         | Utwory                                                                                    | Koncert                        |
| ------------------------------------------------- | ----------------------------------------------------------------------------------------- | ------------------------------ |
| Państwowy Zespół Ludowy Pieśni i Tańca „Mazowsze” | „(I’ve Had) The Time of My Life”„Cyt, cyt”„Furman”„Szeroko, daleko, listek na Jaworze”    | 75 lat Mazowsza                |
| Doda                                              | „Szansa”                                                                                  | —                              |
| Agnieszka Chylińska                               | „Kiedyś do ciebie wrócę”„Drań”„Jest nas więcej”                                           | Koncert Platynowy              |
| Sara James                                        | „Somebody”                                                                                | Radiowy przebój roku           |
| Dawid Kwiatkowski                                 | „Proste”„Idziesz ze mną”„Bez Ciebie” „Na zawsze” (z Michałem Kwiatkowskim)„Café de Paris” | 10-lecie Dawida Kwiatkowskiego |
| Daria                                             | „Paranoia”„Never Ending Story”                                                            | Radiowy przebój roku           |
| Bryska                                            | „Samba”„Odbicie”                                                                          | Radiowy przebój roku           |
| C-Bool                                            | „What Can I Do”                                                                           | Radiowy przebój roku           |
| Ignacy                                            | „Czekam na znak”                                                                          | Radiowy przebój roku           |
| B.R.O                                             | „Jeszcze będzie pięknie”                                                                  | Radiowy przebój roku           |
| Oskar Cyms                                        | „Daj mi znać”                                                                             | Radiowy przebój roku           |
| Tribbs                                            | „Ostatni raz zatańczysz ze mną”                                                           | Koncert platynowy              |
| Doda                                              | „Melodia ta”„Fake Love”                                                                   | Koncert platynowy              |
| Smolasty                                          | „Duże oczy”„Pijemy za lepszy za czas”                                                     | Koncert platynowy              |
| Julia Wieniawa Maciej Musiałowski                 | „Zabierz tę miłość”                                                                       | Koncert platynowy              |
| Bajm                                              | „Co mi Panie dasz”„Nie ma wody na pustyni”„Józek, nie daruję ci tej nocy”„Biała armia”    | 45 lat zespołu Bajm            |
| Kalisiewicz Band                                  | „Chałupy Welcome to”                                                                      | —                              |

## Dzień 2, 27 maja 2023

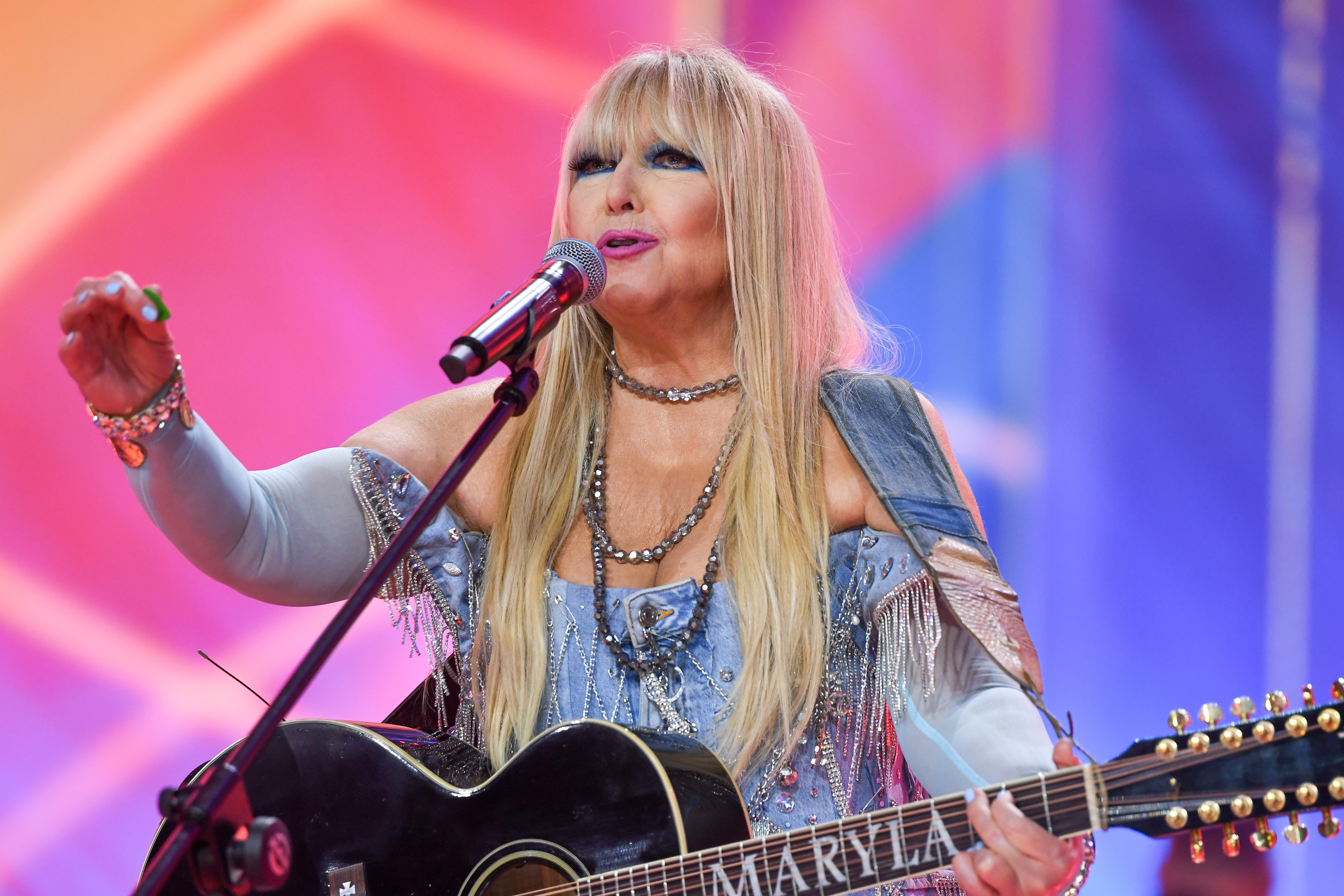
Maryla Rodowicz podczas występu

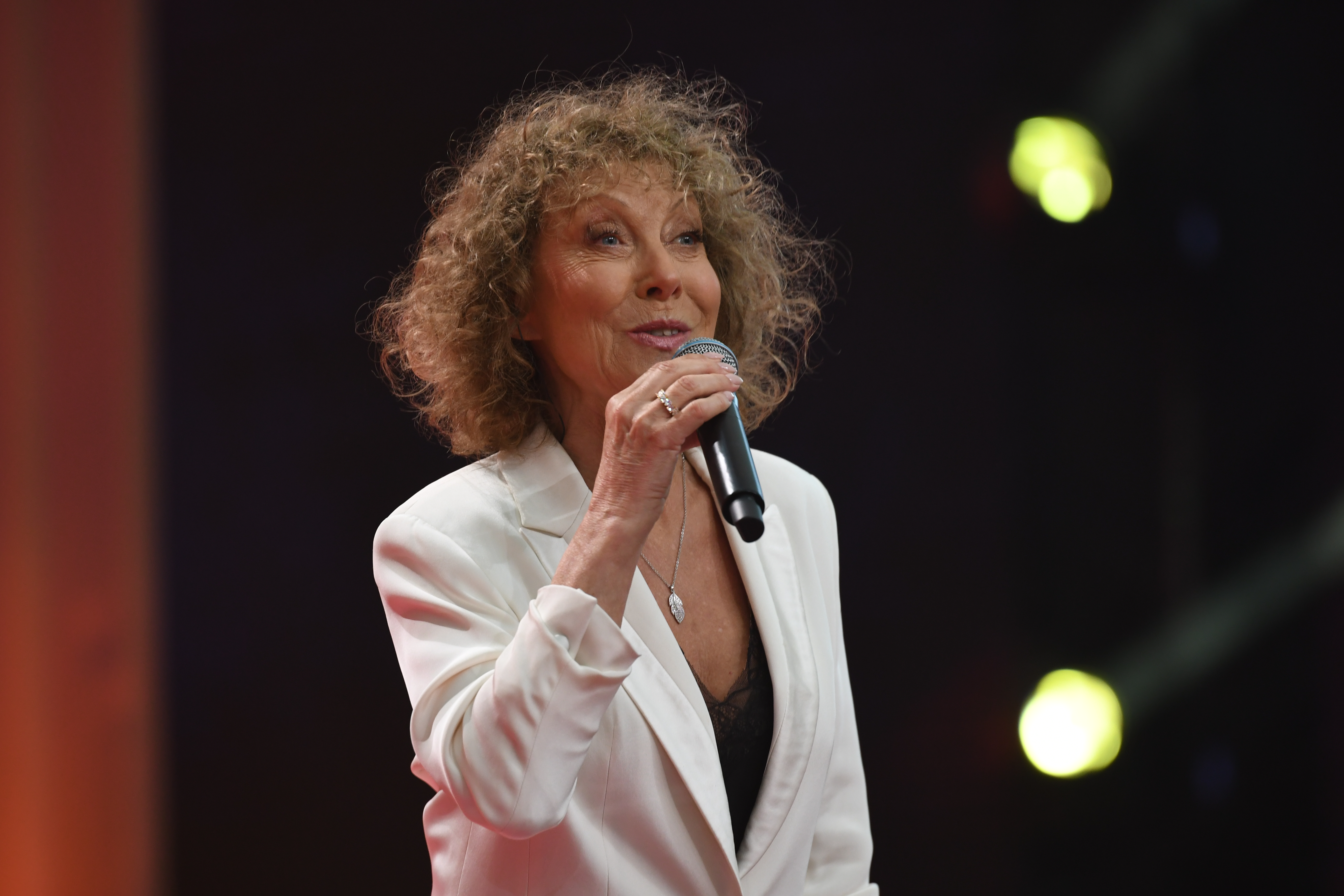
Alicja Majewska podczas występu

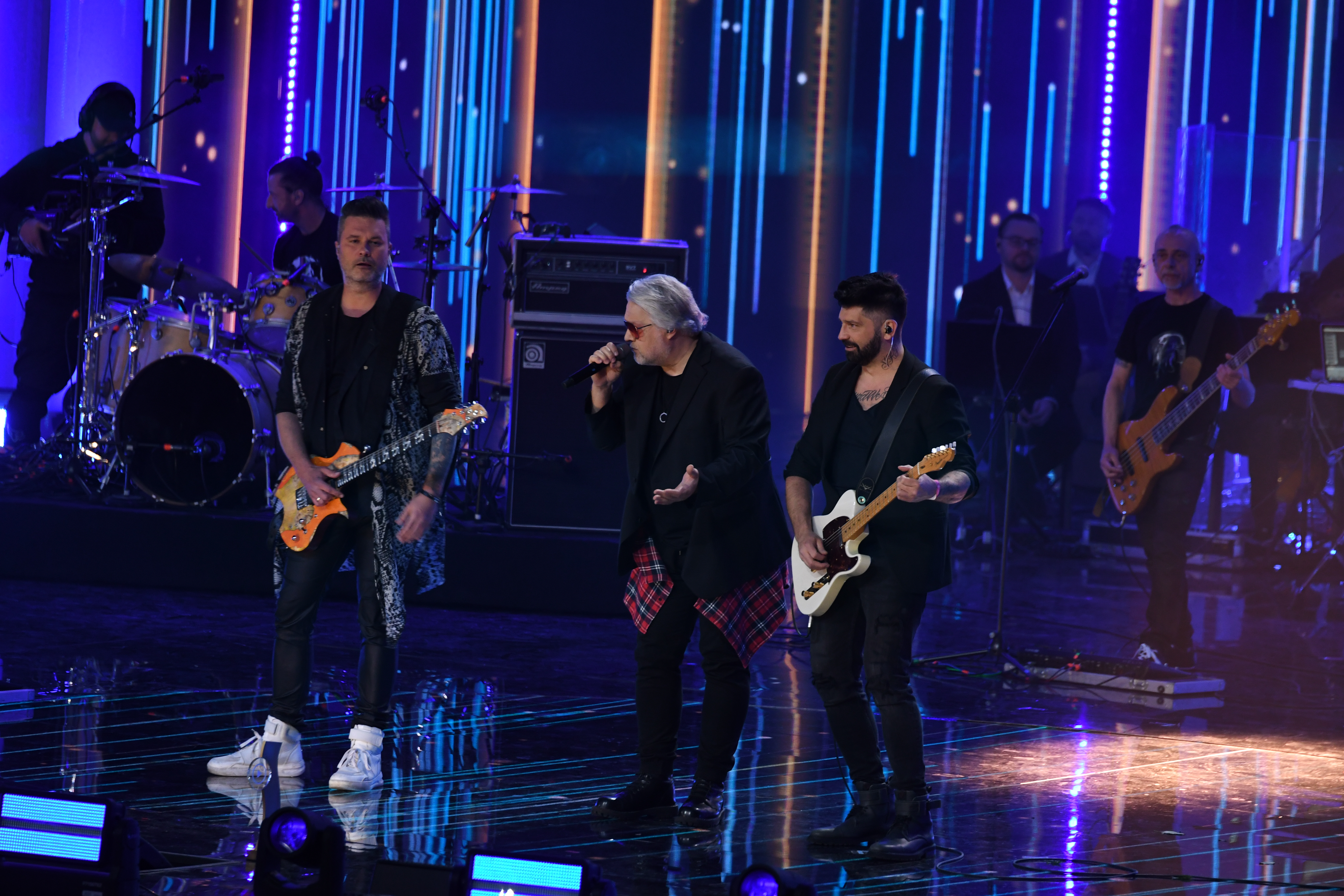
Ira podczas występu

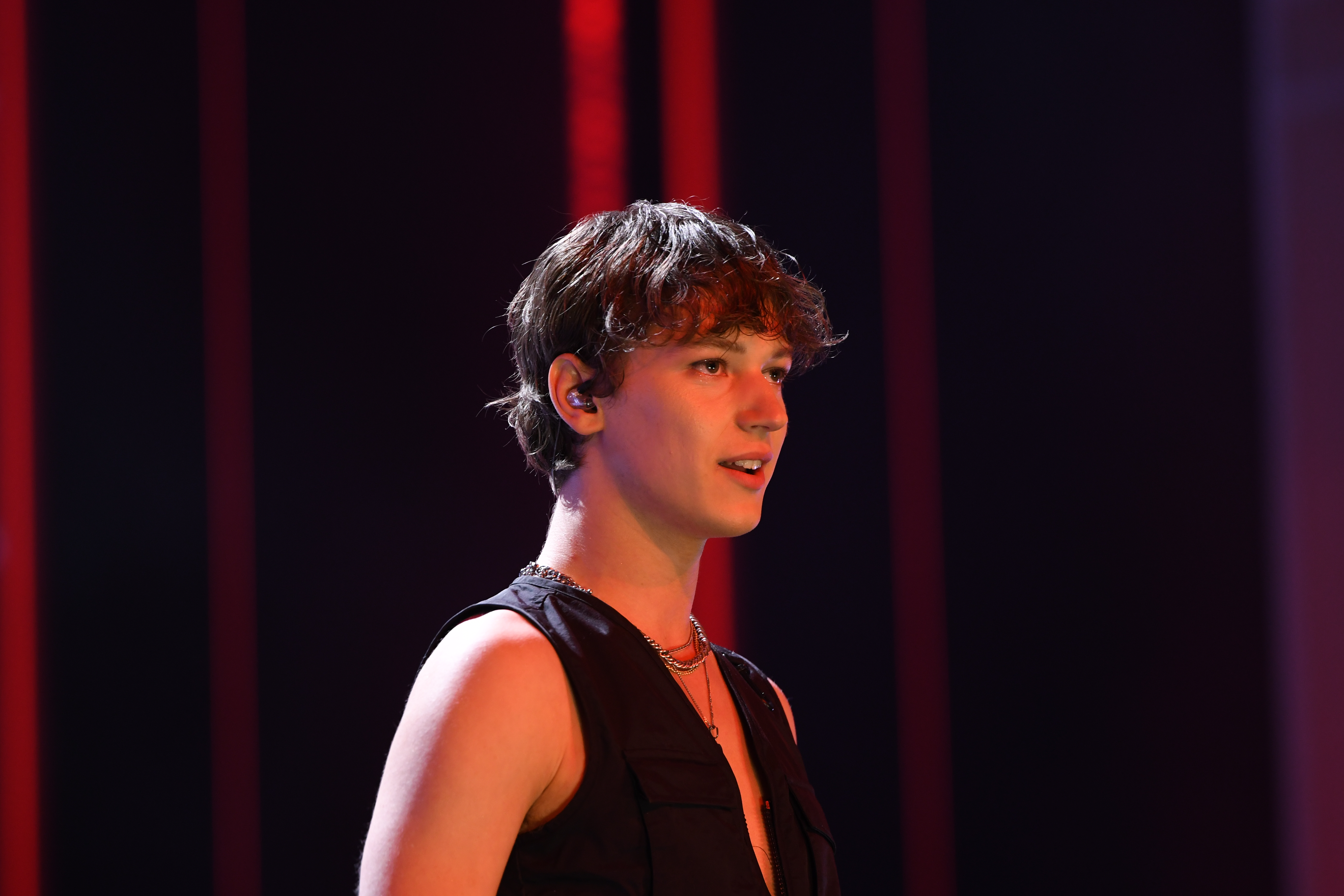
Jann podczas występu

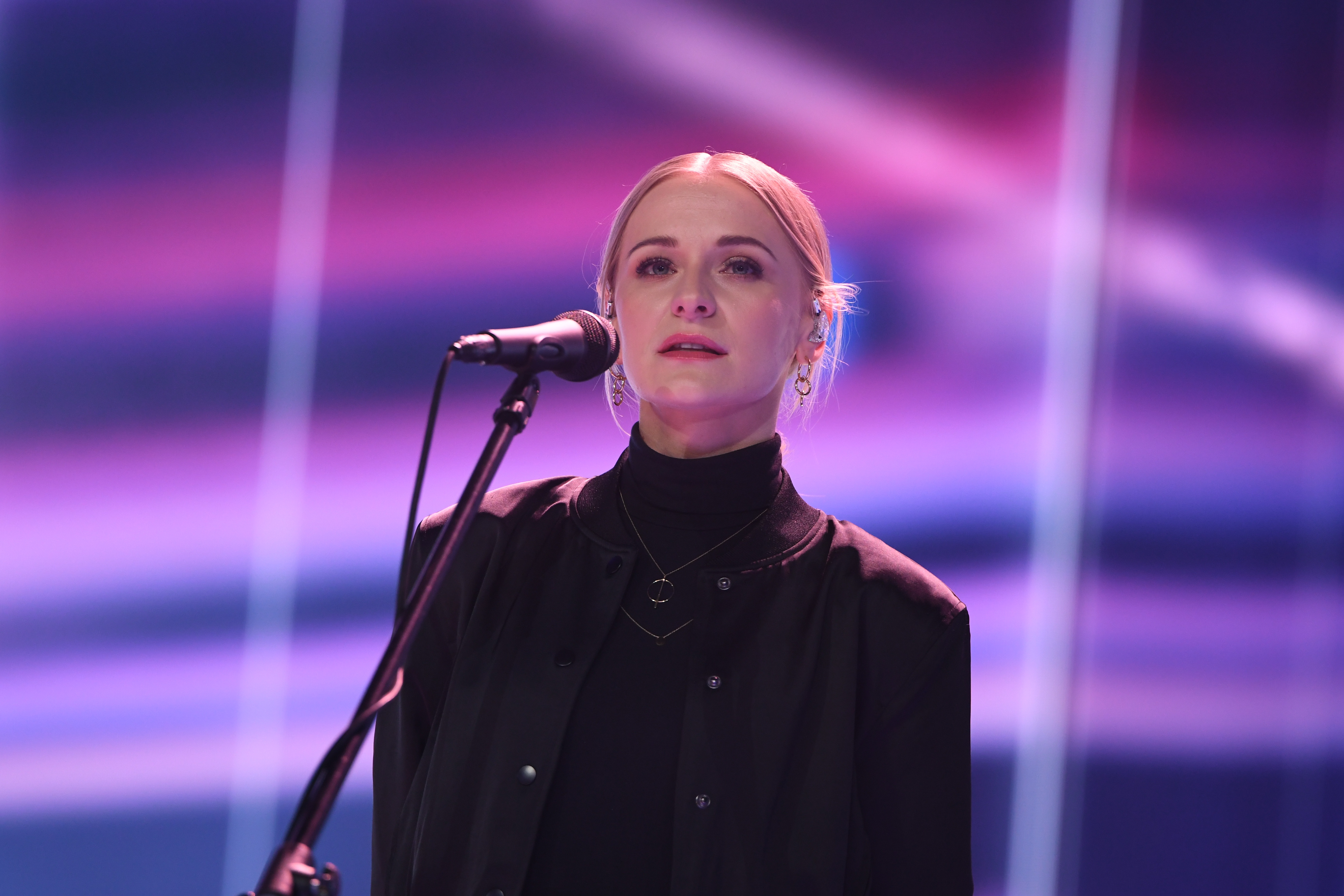
Kaśka Sochacka podczas występu

Drugiego dnia festiwalu odbył się koncert 20 lat festiwali Polsatu w Sopocie (TOPtrendy i Polsat SuperHit Festiwalu). Pomiędzy występami odbyły się jubileuszowe koncerty z okazji:
- 50-lecia utworu „Małgośka” Maryli Rodowicz,
- 25-lecia Golec uOrkiestry,
- 35-lecia Iry,
- 40-lecia działalności Macieja Maleńczuka.

Wieczór prowadzili: Paulina Sykut-Jeżyna, Karolina Gilon, Krzysztof Ibisz i Maciej Rock.
| Wykonawcy                         | Utwory |
| --------------------------------- | --- |
| Golec uOrkiestra                  | „Crazy Is My Life”„Lornetka”„Górą Ty” (z Gromeem)„Ściernisco” (z Gromeem)                                               |
| Michał Szpak                      | „Mechaniczna lalka”„Raz dwa, raz dwa”                                                                                   |
| Alicja Majewska Włodzimierz Korcz | „Być kobietą”„To nie sztuka”„Odkryjemy miłość nieznaną”„Jeszcze się tam żagiel bieli” (z Sound’n’Grace)„Dopóki śpiewam” |
| T.Love                            | „Nie, nie, nie”„Autobusy i tramwaje” (z Tomaszem Organkiem)                                                             |
| Kayah                             | „Ramię w ramię”„Po co”„Prawy do lewego”„Uciekaj moje serce” (z Igorem Herbutem)                                         |
| Kamil Bednarek                    | „Jesteś tu”„Nas nie zatrzyma nikt”„Parostatek”                                                                          |
| Ørganek                           | „Wiosna”„Głupi ja” |
| Edyta Górniak                     | „Hello”„I Will Survive”                                                                                                 |
| Maryla Rodowicz                   | „Czadu Maryla” (z Sound’n’Grace)„Małgośka” (z Sound’n’Grace)„Kolorowe jarmarki”                                         |
| Jann                              | „Lookatme” |
| Paweł Domagała                    | „Weź nie pytaj”„Rafi”                                                                                                   |
| Maciej Maleńczuk                  | „Dawna dziewczyno”„Ostatnia nocka”„Synu”„Gdzie są przyjaciele moi?”                                                     |
| Lemon                             | „To tylko tango”„Dużo ciebie mi”                                                                                        |
| Michał Wiśniewski                 | „A wszystko to... (bo ciebie kocham)!”„Ikar” (z Etiennette Wiśniewską)                                                  |
| Kaśka Sochacka                    | „Niebo było różowe” |
| Ira                               | „Wybacz”„Ona jest ze snu”„Nadzieja”                                                                                     |

## Dzień 3, 28 maja 2023
Trzeciego dnia festiwalu odbył się Sopocki Hit Kabaretowy. Wieczór prowadzili: Agnieszka Litwin, Ewa Błachnio, Olga Łasak, Marcin Wójcik i Robert Korólczyk. Wystąpiły kabarety:
- Kabaret Moralnego Niepokoju
- Kabaret Skeczów Męczących
- Kabaret Młodych Panów
- Jerzy Kryszak
- Marcin Daniec
- Kabaret K2
- Kabaret Zdolni i Skromni
- Kabaret Chyba